# Marina Mariasch
Marina Mariasch (Buenos Aires, 1973) es una escritora, poeta, traductora, periodista y docente argentina.

## Trayectoria
En 1997 creó el sello editorial Siesta de poesía, que publicó unos cincuenta títulos y a los autores más relevantes de la Generación del '90: Gabriela Bejerman, Washington Cucurto, Cecilia Pavón, Martín Rodríguez.
Como periodista trabajó en gráfica, radio y televisión como investigadora, columnista y conductora.
Forma parte del colectivo de literatura "Máquina de lavar" junto a Josefina Bianchi, Marina Gersberg y Noelia Vera, con un libro publicado.
Es militante y activista del feminismo, integrante del colectivo de organizadoras de "Ni Una Menos".

## Obra

### Novelas
- 2011: El matrimonio (Bajo la Luna)
- 2015: Estamos unidas (Mansalva)
- 2022: Efectos personales (Emecé)

### Poesía
- 1997: Coming attractions (Siesta)
- 2001: XXX (Siesta)
- 2005: Tigre y león (Siesta)
- 2008: El zigzag de las instituciones (Vox)
- 2014: Paz o amor (Blatt & Ríos)
- 2016: Encantada de conocerte (Caleta Olivia)
- 2020: 'Mutual sentimiento'

### Ensayo
- 2014: La pija de Hegel (Pánico el Pánico)
- 2014: ¿El futuro es feminista? (Capital Intelectual, en colaboración con Florencia Angiletta y Mercedes D’Alessandro)